# Dante’s Inferno (gra komputerowa)
Dante's Inferno – Gra komputerowa wydana w 2010 roku przez EA Games, wyprodukowana przez studio Visceral Games. Gra wyprodukowana została na platformy PlayStation 3, PlayStation Portable i Xbox360. Stworzona na podstawie dzieła Dantego Alighieri Boska komedia (część Piekło). 
Wraz z grą został wyprodukowany również film animowany Piekło Dantego: Epicka animacja.

## Fabuła
Dante wraca z wyprawy krzyżowej do swojego domu we Florencji. Nie może się doczekać zobaczenia swojej ukochanej Beatrycze. Jednak gdy wraca do domu, zastaje tam bałagan, zniszczenie i martwe ciało ojca. Po wyjściu z domu widzi zamordowaną Beatrycze, której duszę porywa sam Lucyfer. Ten od razu rusza za nim w pogoń, chcąc uratować kobietę. Dlatego Dante będzie musiał teraz przejść przez 9 kręgów piekielnych i stawić czoło nie tylko grzesznikom, ale i demonom chcącym udaremnić Dantemu dotarcie do ich władcy. Poza tym Dante zmierzy się z własnymi słabościami i błędami popełnionymi przez niego i jego najbliższych. Na szczęście Dante nie jest sam - towarzyszy mu Wergiliusz, który pełni rolę przewodnika.

## Kontrowersje
Gra wywołała kontrowersje i protesty. Powszechnie uważano, że wydawanie gry o tematyce religijnej, z małymi decyzjami moralnymi i do tego jeszcze z przerobionym dziełem literackim jest nie na miejscu. W trakcie protestów dochodziło do tego, że EA Games była okrzykiwana antychrystami. Do protestów doszło w Los Angeles w 2009 roku. Ostatecznie okazało się, że protesty były tylko sprytnym chwytem marketingowym.
Kolejną kontrowersją było jedno trofeum/osiągnięcie do osiągnięcia w grze, a mianowicie Bad Nanny, które polega na zabiciu 20 dzieci, które zmarły przy porodzie i trafiły do piekła przez nie ochrzczenie ich, a tym samym nie zdjęciem grzechu pierworodnego. 
Poza tym grę krytykują również profesorowie Uniwersytetu Columbia za przekształcenie roli Beatrycze i Dantego w stosunku do dzieła Alighieriego. 